# Touga
Touga est une localité située dans le département de Tikaré de la province du Bam dans la région Centre-Nord au Burkina Faso. 

## Géographie
Touga est situé à environ 20 km au nord-ouest de Tikaré, le chef-lieu du département, à 11 km au nord de Manegtaba-Mossi et à environ 30 kilomètres à l'ouest de Kongoussi.

## Éducation et santé
Le centre de soins le plus proche de Touga est le centre de santé et de promotion sociale (CSPS) de Manegtaba-Mossi tandis que le centre médical avec antenne chirurgicale (CMA) de la province se trouve à Kongoussi.
Depuis 2015, Touga possède une école primaire publique de trois classes (électrifiée par panneaux solaires, équipée d'un forage, de latrines et de logements pour les enseignants) financée entièrement (84 millions de francs CFA soit environ 130 000 euros) par le Norvégien Per Tore Teksum sur ses fonds propres via l'ONG Plan Burkina.